# Земљотрес на Црногорском приморју
„Земљотрес на Црногорском приморју” је југословенски документарни ТВ филм из 1979. године. Режирао га је Драган Лутовац који је написао и сценарио.
Филм је повезан са земљотресом који се догодио исте године у Црној Гори.